# Pointe Blanche (massif des Bornes)
Pour les articles homonymes, voir Pointe Blanche.
La pointe Blanche est le point culminant du massif des Bornes et plus particulièrement de la chaîne du Bargy avec 2 438 mètres d'altitude, dans le département de la Haute-Savoie, en région Auvergne-Rhône-Alpes.

## Géographie

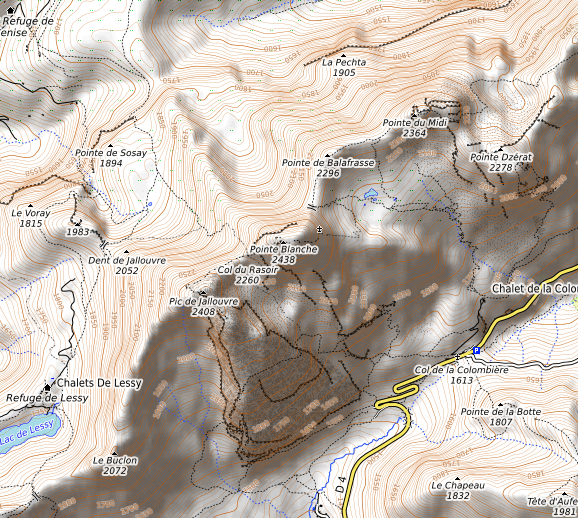
Carte topographique.

La pointe Blanche est située dans le centre de la chaîne du Bargy, au-dessus du col de la Colombière situé au sud-est et du col de Cenise situé au nord-ouest auquel il est relié par les aiguilles Vertes et l'arête de Chevry. Le sommet est séparé de la pointe de Balafrasse au nord-est par le col du même nom et du pic de Jallouvre au sud-ouest par le col du Rasoir. La pointe est accessible en randonnée en passant par le col du Rasoir ou le lac de Peyre.
Ce sommet est un quadripoint où convergent les limites des communes de Mont-Saxonnex (versant Nord), du Reposoir (versant Est), du Grand-Bornand (versant Sud) et de Glières-Val-de-Borne (versant Ouest).

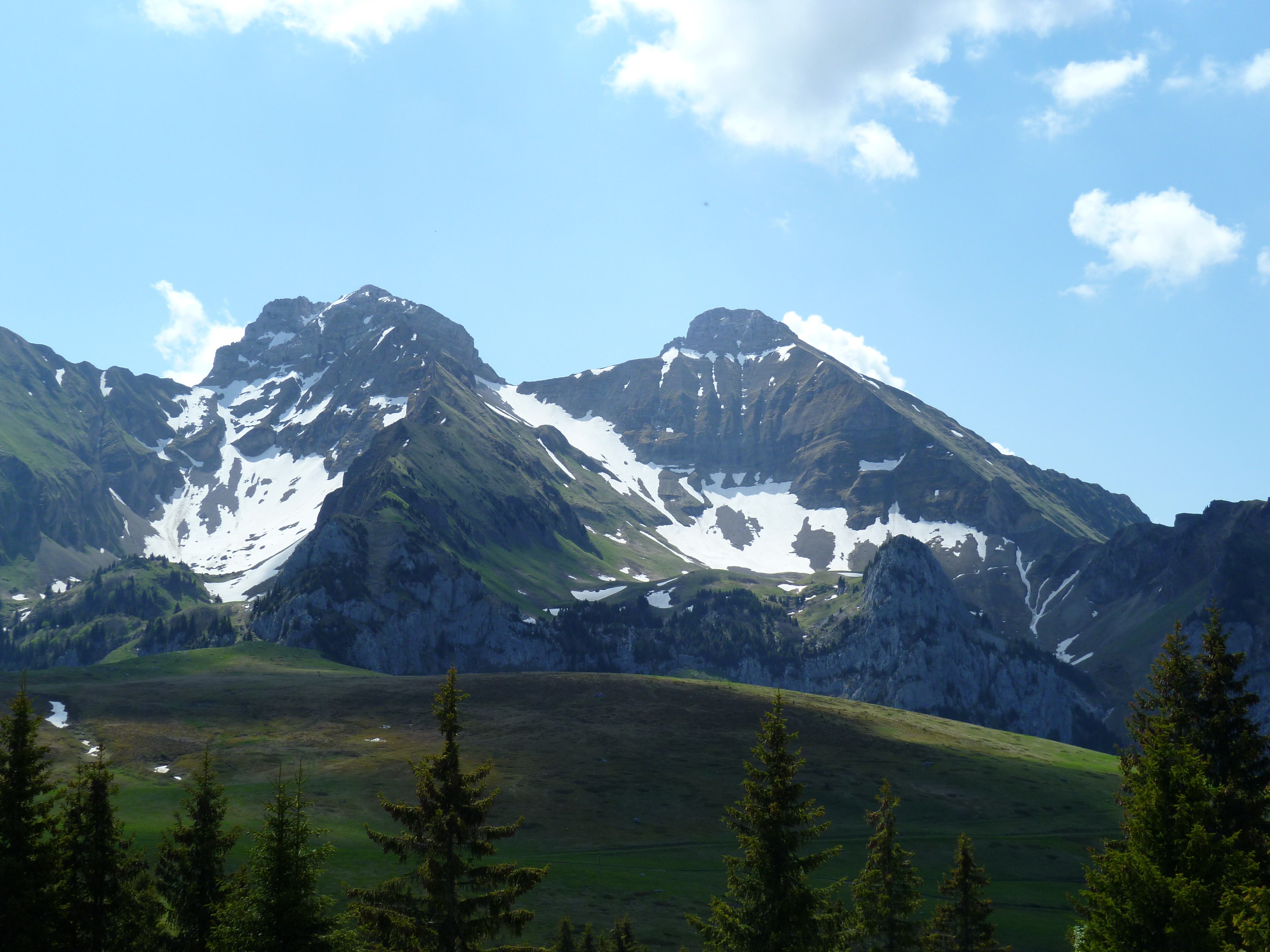
La pointe Blanche (à gauche) et le pic de Jallouvre (à droite) vue des rochers de Leschaux au nord-ouest.
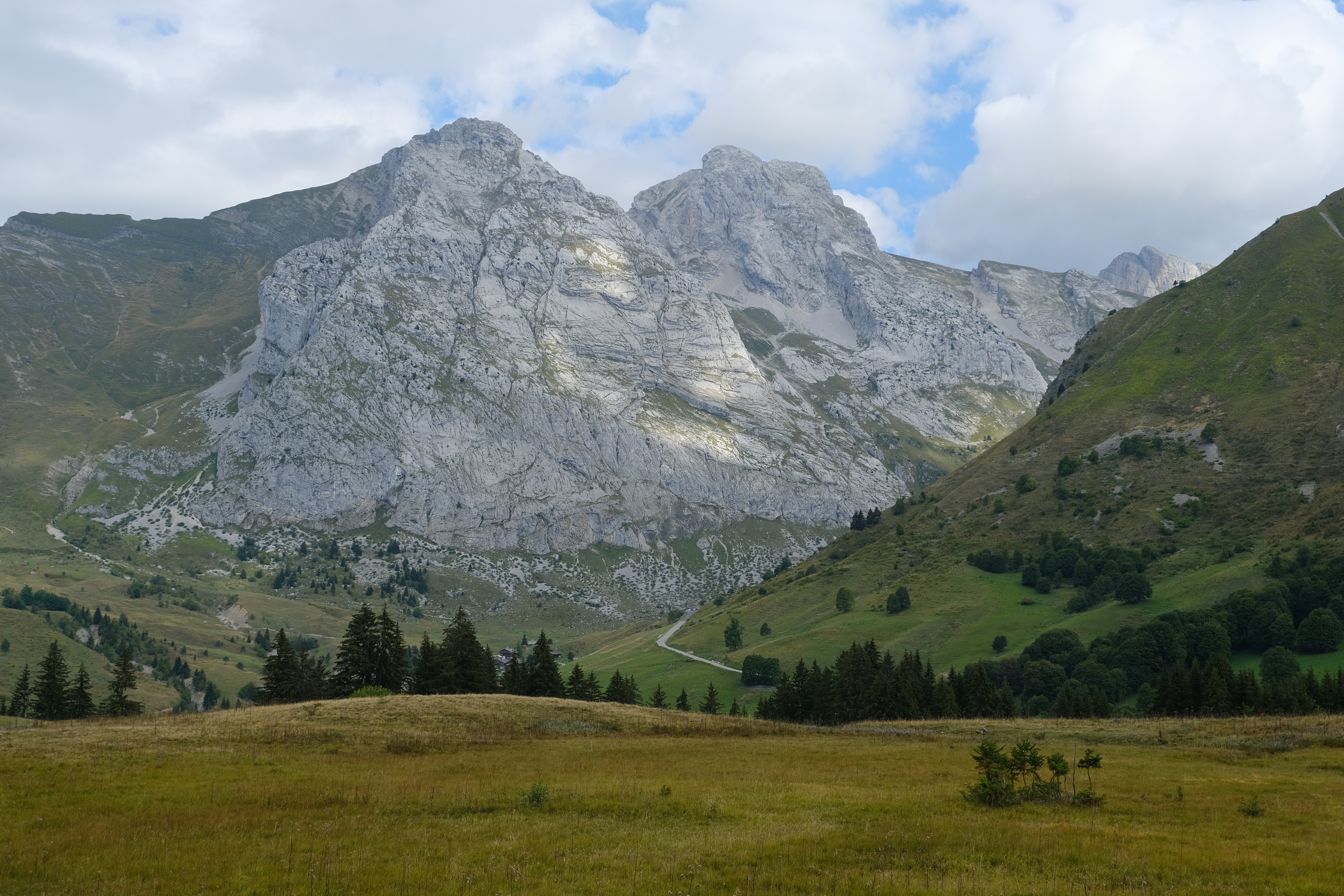
Le pic de Jallouvre (à gauche) et la pointe Blanche (à droite) vus depuis le Grand-Bornand au sud.
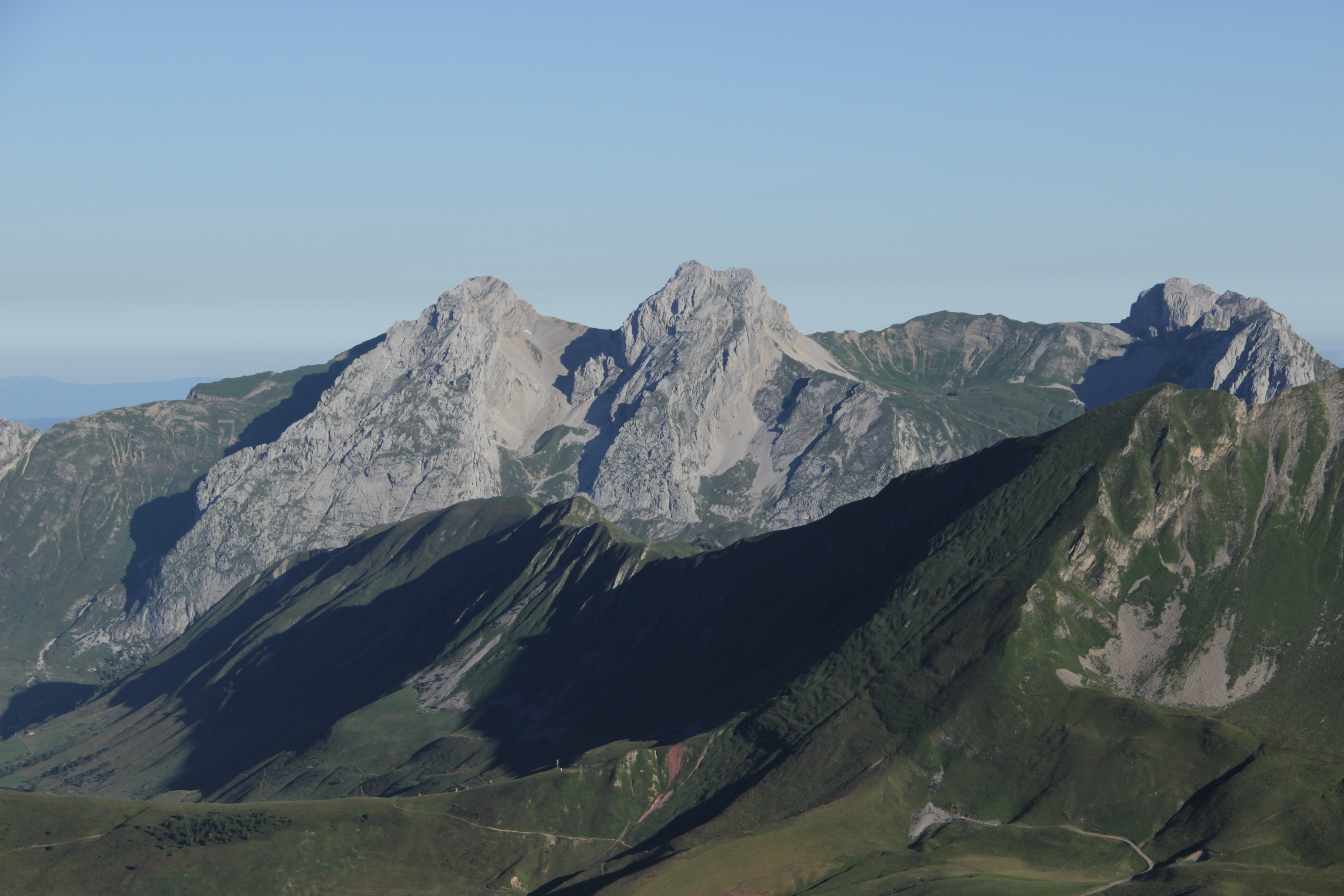
La pointe Blanche (au centre) entourée des autres sommets de la chaîne du Bargy.
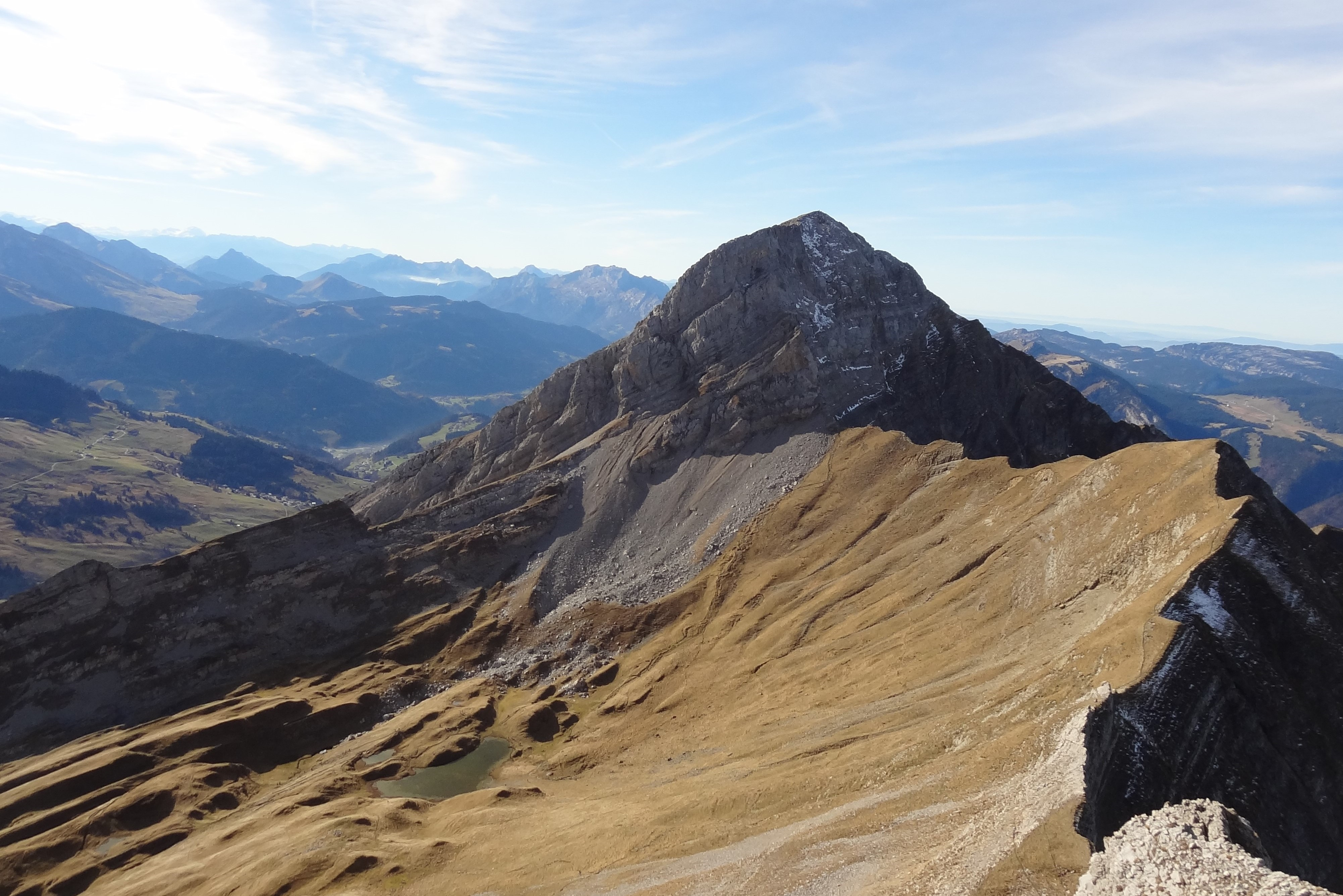
Vue de la pointe Blanche depuis la pointe du Midi.
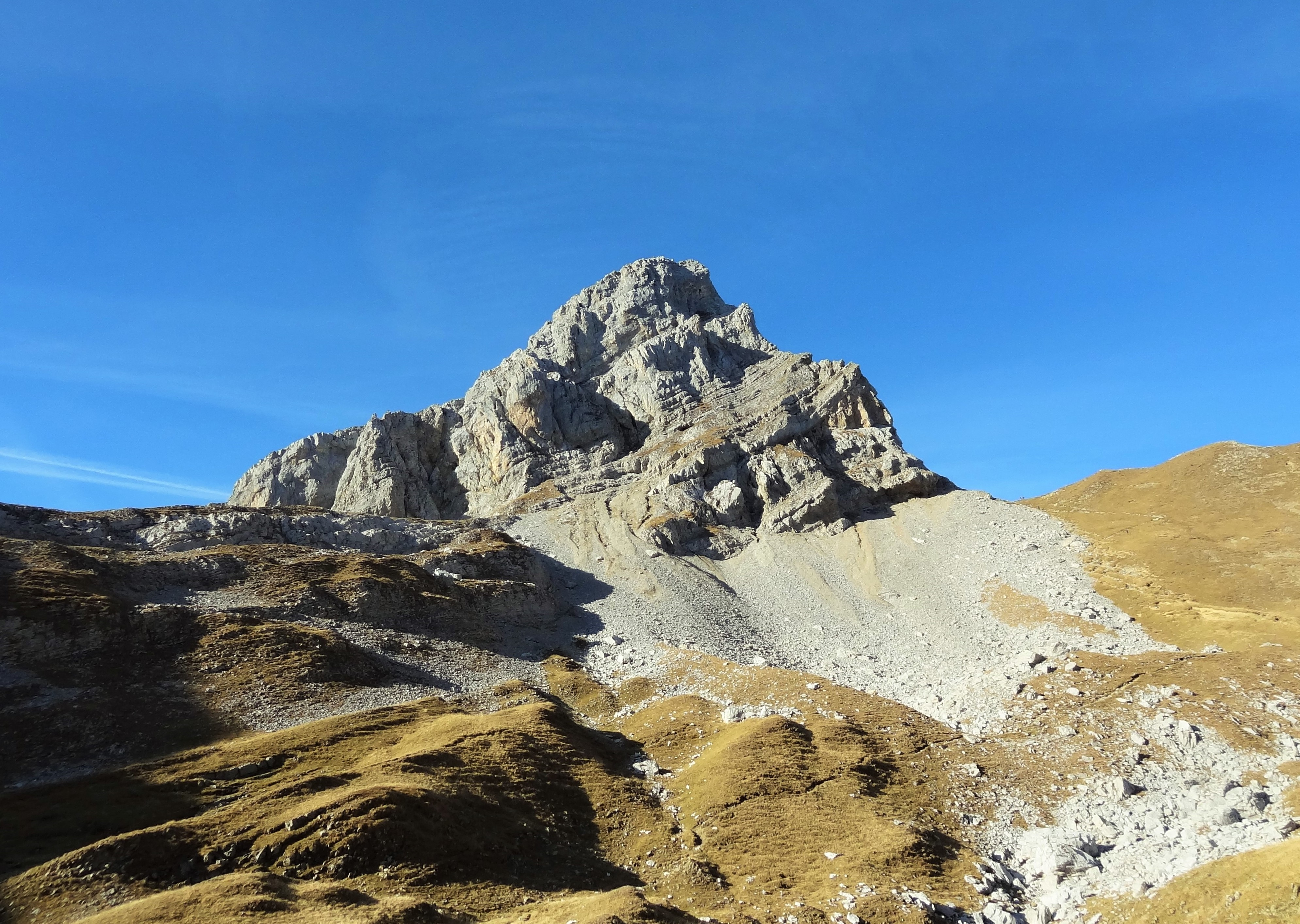
Vue de la pointe Blanche depuis le lac de Peyre.